# Lokomotivfabrik Krauss & Co.
Lokomotivfabrik Krauss & Co. byla německá strojírenská společnost specializující se na výrobu lokomotiv. Založil ji 17. července 1866 průmyslník Georg Krauss. Svůj závod měla firma zbudovaný u mnichovského železničního nádraží. O asi šest let později, 31. května 1872, otevřela společnost pobočku v Sendlingu, jenž tehdy tvořil samostatnou obec, avšak postupem času se stal součástí Mnichova. Vyráběla taktéž parní tramvajové lokomotivy.
Společnosti se dařilo. Aby nemusela při svém exportu do Rakousko-Uherska platit celní poplatky, založila si 1. září 1880 filiálku v Linci.
Mnichovská mateřská firma se roku 1887 transformovala ze stávající komanditní společnosti nově na akciovou společnost. Roku 1931 se firma spojila s lokomotivkou Maffei a vznikla firma KraussMaffei, z níž v roce 1999 vzešel zbrojařský podnik Krauss-Maffei Wegmann.
K produktům společnosti patří například dvouspřežní tendrová lokomotiva typu XIVe číslo 4, která je vystavena v pražském Národním technickém muzeu.